# 承宣布政使司布政使
承宣布政使司布政使，簡稱布政使，俗稱方伯、藩台、藩司、東司。是中国、越南古代官名。

## 明朝
明朝時，布政使是（國家一級行政區，大約等於現代的「省」）的最高行政長官，分左右。个别地方只置一员。（明会典卷四，官制三，外官，贵州止设左布政使一员）。明朝后期，布政司之上又设总督、巡抚，布、按二司受其节制。布政使只管经理钱粮等事，地位逐漸低下。
承宣布政使司是衙署名，其长官为布政使，全称为承宣布政使司布政使，而“承宣布政使”是错误用法。明代布政使司又俗称藩司，布政使俗称藩台。

## 清朝
清朝時，承宣布政使司常簡稱布政使司，為一省最高行政長官——巡撫的下屬，負責省內行政事務，品级却与其上级——巡抚（未加兵部侍郎衔）相同，均为從二品，初時設左右布政使，至康熙三年，只設布政使一人。
布政使印信称为“印”，与总督、巡抚之长方形“关防”不同，为正方形，银质，方三寸一分，厚八分。

## 阮朝
阮朝明命十二年（1831年）和十三年（1832年），明命帝分两次改全国城镇为省，各省设承宣布政使司，总督所在省专设布政使一员，巡抚所在省由巡抚兼任布政使。

### 引用
1. ↑  錢穆：《中國歷代政治得失》
2. ↑  《明史•职官志》说:“初置藩司，与六部均重。布政使入为尚书、侍郎，副都御史每出为布政使。宣德、正统间犹然，自后无之。”
3. ↑  见《明史》卷75“职官四”：“承宣布政使司。左、右布政使各一人”
4. ↑  见《清史稿》卷116“职官三”：“承宣布政使司布政使，省各一人”。

## 延伸阅读
[在维基数据编辑]
 《欽定古今圖書集成·明倫彙編·官常典·藩司部》，出自陈梦雷《古今圖書集成》